# 曼島救護車服務
曼島救護車服務是曼島衛生和社會關懷部的一個分支機構。

## 概述
曼島救護車服務有十輛救護車，分別從三個基地開展工作：道格拉斯（諾布爾醫院的救護車服務總部）、拉姆齊（拉姆齊小屋醫院）以及卡斯爾敦和馬盧聯合消防和救護站。白天有四輛救護車值班，夜間則有三輛，由一名護理值班人員提供支持。